# Бузоварове
Бузова́рове —  село в Україні, у Веселинівській селищній громаді Вознесенського району Миколаївської області. Населення становить 38 осіб. До 2016 року орган місцевого самоврядування — Луб'янська сільська рада.

## Населення

### Мова
Розподіл населення за рідною мовою за даними перепису 2001 року:
| Мова       | Кількість | Відсоток |
| ---------- | --------- | -------- |
| українська | 37        | 97.37%   |
| румунська  | 1         | 2.63%    |
| Усього     | 38        | 100%     |